# Zygaena glasunovi
Zygaena glasunovi is een vlinder uit de familie van de bloeddrupjes (Zygaenidae). De wetenschappelijke naam van de soort is voor het eerst geldig gepubliceerd in 1893 door Grum-Grshimailo.